# 依萨莫哈末

依萨莫哈末

依萨·哈芝·莫哈末  (1909年11月14日—1991年11月7日)，被称为Pak Sako,是一位活跃于1930年代至1950年代的马来西亚作家。他在马来亚独立前就作为马来政治家活跃于政坛。他鼓吹印尼、马来亚和文莱组成一个国家的大马来亚计划。
Pak Sako这一称呼来源于日本人对他的称呼“依萨桑”，依萨的其他称呼还包括安华、大鬼、依萨桑和现代班顿诗人。

## 早期生活
依萨于1909年出生于彭亨州淡马鲁塞贡堂武吉村。1930年他在瓜拉江沙马来学院接受民事官员训练。在进入文学界之前，他曾担任过助理副民政官、三级裁判官和语言教师。1941年，依萨加入马来亚共产党，并与拉昔德·迈丁、阿末·博斯达曼、阿卜杜拉·西迪一同成为中央委员。

## 写作与政治
依萨逐渐对英国行政官员的工作感到厌倦，并发现英国公务员的生活充满了欺骗、偏袒，并且没有兴趣维护据说受到英国保护的马来人的利益。1934年，他辞去马来亚公务员职务，周游马来亚半岛。后来他专注于民族主义文学和政治。他曾两次入狱（1948年至1953年；1965年至1966年）。
依萨首先提出出版《马来前锋报》，并随后成为该报的创始人之一。他离开《马来亚时报》，前往彭亨、吉兰丹和登嘉楼，为建立《前锋报》报社奔走。他在阿都拉希姆·卡贾伊的领导下担任该报编辑，在日据时期，他担任《马来亚新闻》的编辑。
尽管他在吉隆坡工作，依萨继续住在乌鲁冷岳县，每日乘搭公共交通工具上班。有一段时间，他在林茂工作并拥有一部汽车。但他不会开车，不得不雇一名司机 （页面存档备份，存于）。
1962年，依萨莫哈末担任马来亚劳工党主席，并在阿末·博斯达曼之后出任马来亚人民社会主义阵线主席。
1963年，马印对抗事件爆发，政府决定对付一些反对党人士。由于政府认为社阵亲印尼、亲中国而大肆逮捕社阵领袖。被捕人士包括了依萨莫哈末、博斯达曼（马来亚人民党主席）、阿都亚兹（国民议会党主席）、拿督甘波（后来的马来亚人民党主席）等一百多人。

## 荣誉
由于依萨在马来文学上的成就，1973年6月29日马来亚大学授予他文学荣誉博士学位。1976年5月29日，他被授予文学斗士奖章。

## 死亡
1991年11月7日早上5.40，依萨在家中去世。他被安葬在出生的乡村里，按照他的愿望安葬在他父母墓碑隔壁。
作为致敬，巫统在当年的大会结束时向他的家人捐赠了RM16,874.15。10,000令吉来自巫统总部，其余则由其代表在大会期间捐款，由时任首相拿督斯里马哈迪·莫哈末赠送给彭亨州务大臣卡里耶谷，并转赠给他的家人。